# La Rosada
La Rosada este un oraș din departamentul Paraguarí, Paraguay.